# Улица Огнева (Владикавказ)
Улица Огнева — улица в центре Владикавказа (Северная Осетия, Россия). Находится в Иристонском муниципальном округе, между Беляевским переулком и улицей Кирова. Начало от Беляевского переулка.
Улица Огнева пересекается с улицей Маяковского. От улицы Огнева на восток начинаются улицы Джанаева и Никитина.

## История
Улица названа в память революционера, члена Владикавказского Совета рабочих, крестьянских и красноармейских депутатов С. Я. Огнева.
Улица образовалась в середине XIX века. Отмечена на плане города Владикавказа как Смекаловская улица, названная в память наказного атамана Терского казачьего войска и начальника Терской области А. М. Смекалова. Упоминается под этим же названием в Перечне улиц, площадей и переулков от 1911 года.
25 октября 1922 года решением Исполкома Владикавказского Городского Совета рабочих, крестьянских и красноармейских депутатов (протокол № 41, п. 20), Смекаловская улица была переименована в улицу Огнева: «В ознаменование 5-й годовщины Октябрьской революции Исполком постановил переименовать ул. Смекаловскую в улицу имени тов. Огнева». Упоминается под этим же названием в Перечне улиц, площадей и переулков от 1925 года.

## Здания и учреждения
- д. 1 — памятник архитектуры культурного наследия России (№ 1530309000). Построен в конце XIX века в стиле эклектика.
- д. 2 — памятник архитектуры культурного наследия России (№ 1530310000)
- д. 8 — в этом доме проживал учёный-металлург Василий Гордеевич Агеенков[8]
- д. 9 — «Дом специалистов». В этом доме проживал выдающийся осетинский драматург Давид Афанасьевич Туаев[9].
- д. 18 — Детский сад № 8[10].

## Транспорт
Ближайшие остановки трамвая: «Площадь Ленина», «Улица Джанаева», «Улица Кирова/Проспект Мира» находятся на проспекте Мира.